# 擬鮪鼻魚
]]
擬鮪鼻魚，為輻鰭魚綱鱸形目刺尾魚亞目刺尾魚科的其中一個種，於1829年首次被法國動物學家Georges Cuvier正式描述為Axinurus thynnoides，其模式產地為巴布亞紐幾內亞的多雷港，分布於印度太平洋區，從東非至密克羅尼西亞，北從琉球群島，南至澳洲大堡礁海域，棲息深度2-40公尺，本魚體呈長橢圓形且側扁，頭部沒有任何形式的突起，呈現光滑的圓形，眼睛前方、鼻孔下方有一條短的斜溝，尾柄的每一側都有一個骨板，整體顏色為灰色，底面褪色，背部和側面有大約30條藍色水平條紋，在頭部分裂成不規則形狀的斑點，側面有一條不明顯的淡黃色橫條紋，尾柄上的骨板呈暗色，尾鰭呈藍灰色，背鰭硬棘4枚、背鰭軟條28-30枚、臀鰭硬棘2枚、臀鰭軟條27-29枚，體長可達40公分，棲息在潟湖、臨海礁石區，以浮游生物、藻類為食，可做為食用魚及觀賞魚。

## 擴展閱讀
維基物種上的相關：擬鮪鼻魚